# Gran Priorat de les Gàl·lies

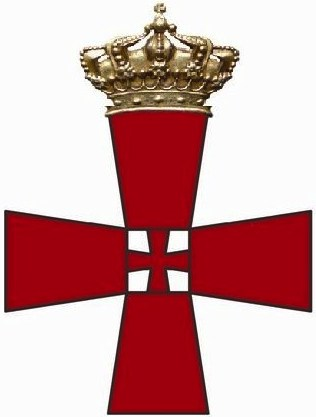
Segell oficial del Gran Priorat de les Gàl·lies

 El Gran Priorat de les Gàl·lies (en francès Grand Prieuré des Gaules, o GPDG per les seves sigles) és una obediència maçònica i cavalleresca cristiana amb seu a França. Va ser fundada a París el 25 de març de 1935, amb carta patent del Gran Priorat de Helvetia (avui Gran Priorat Independent de Helvetia)
A partir de l'any 2000 passa a denominar-se oficialment "Gran Priorat de les Gàl·lies. Ordre dels Cavallers Maçons Cristians de França. Ordre dels Francmaçons Cristians de França" (Grand Prieuré Des Gaules. Ordre des Chevaliers Maçons Chrétiens de France. Ordre de Franc-Maçons Chrétiens de France) Posseeix al voltant de 70 lògies a França, l'illa de la Reunió, Lomé (Togo), Martinica, Guadeloupe i ciutat de Mèxic.
Treballa fonamentalment en el Ritu Escocès Rectificat. En menor mesura hi ha lògies que treballen en el Ritu Francès (en la seva versió anomenada "Tradicional", anterior a la descristianització al Gran Orient de França), així com en el Ritu Escocès (o Ritu Escocès Estàndard d'Escòcia) Els seus membres són exclusivament homes cristians, ja que els ritus que treballa el Gran Priorat de les Gàl·lies fan referència explícita al cristianisme en els seus rituals. Això és així perquè aquests ritus s'autodefineixen com camins de retorn a la divinitat a través de la simbologia cristiana.

## Història del Gran Priorat de les Gàl·lies
L'origen del Gran Priorat de les Gàl·lies es troba en el llegat de les províncies de l'Orde de l'Estricta Observança Templera -Alvèrnia (II), Occitània (III) i Borgonya (V)-, integrades en bona part al Ritu Escocès Rectificat en els convents maçònics del segle xviii (1773-1774), i que adquireix la seva forma definitiva en els convents de les Gàl·lies (1778) i Wilhelmsbad (1782) Per aquesta raó, el Ritu Escocès Rectificat derivat d'aquests convents maçònics, constituirà la raó de ser del Gran Priorat de les Gàl·lies des del seu naixement el 25 de març 1935. Llavors, el Gran Comanador del Col·legi de Ritus del Gran Orient de França, Camille Savoire, al costat d'altres membres de la mateixa obediència, proposa la posada en marxa del Ritu Escocès Rectificat a través d'una estructura administrativa dedicada exclusivament a aquest ritu. D'aquesta manera, Camille Savoire tramita la carta patent atorgada pel Gran Priorat de Helvetia (Suïssa) per al territori francès. Després de la Revolució francesa, el Ritu Escocès Rectificat s'havia refugiat a Suïssa, lloc on al llarg del segle xix es mantindria aliè a les reformes laicificantes de la maçoneria francesa. És així com el novell Gran Priorat de les Gàl·lies es constitueix a França en el guardià i conservador de l'esperit iniciàtic derivat dels convents de les Gàl·lies i Wilhelmsbad.
A partir del 7 juliol 1958, el Gran Priorat de les Gàl·lies cedeix els tres primers graus del Règim Escocès Rectificat a la Gran Lògia Nacional Francesa, llavors l'única obediència maçònica reconeguda per la Gran Lògia Unida d'Anglaterra i, per tant, la portadora exclusiva de la regularitat administrativa ostentada per aquesta obediència anglesa. No serà sinó fins al 13 de juny 2000 que el Gran Priorat de les Gàl·lies abandona l'acord amb la Gran Lògia Nacional Francesa, recuperant per si l'estructura completa propi del Règim Escocès Rectificat i, per tant, la coherència de tot el Ritu Escocès Rectificat.
En un intent per reunir la família maçònica cristiana, a partir del 1992, el Gran Priorat de les Gàl·lies rep del Gran Priorat d'Anglaterra i Gal·les patent per treballar el grau de Cavaller de Sant Joan de Jerusalem, Palestina, Rodes i Malta, més conegut com a Cavaller de Malta, apropant-se amb això als ritus cristians de la maçoneria anglosaxona. El 1997 rep patent de l'Orde d'Alts Graus dels Països Baixos, per treballar així l'últim grau iniciàtic del Ritu Francès, Sobirà Príncep Rosa + Creu. L'any 2000 seria el que marcaria la incorporació definitiva dels ritus anglosaxons, en rebre patent per treballar tant el Ritu Escocès com l'últim grau de la cavalleria, el de Cavaller Templer, tot això de mans del Gran Priorat d'Escòcia.

## Característiques del Gran Priorat de les Gàl·lies
Per l'anterior, el Gran Priorat de les Gàl·lies s'autodefineix com una potència maçònica i cavalleresca de caràcter multirritual, però exclusivament masculina i cristiana. Entén així que la maçoneria i la cavalleria associada a ella són camins iniciàtics de retorn al diví, sempre des de la forma que brinda el treball espiritual de la tradició cristiana occidental. D'aquesta manera, l'objectiu del GPDG és "permetre als éssers humans, a través de la iniciació maçònica, retrobar la seva naturalesa original divina per mitjà de la realització personal maçònica i posteriorment cavalleresca".
El GPDG és dirigit per un Gran Mestre Nacional, assistit per un Gran Mestre adjunt i assessorat per un Consell Nacional, format al seu torn pel Diputat Gran Mestre, el Gran Canceller, el Gran Tresorer, el Gran Capellà, tres visitants nacionals, així com tres càrrecs d'ordre que representen els tres ritus del GPDG. Els seus tres ritus constitutius són els següents:

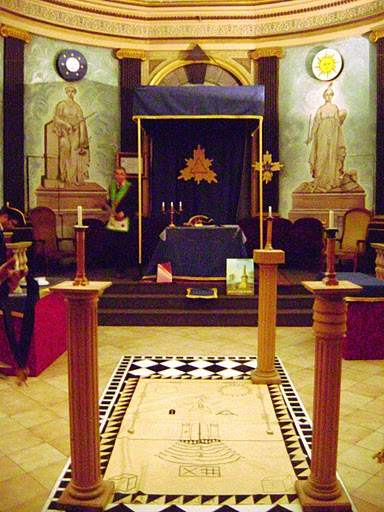
Temple maçònic del Ritu Escocès Rectificat a la ciutat de Perpinyà

 El Ritu Escocès Rectificat, format per la classe maçònica (Aprenent, Company, Mestre Maçó i Mestre Escocès de Sant Andreu), està encapçalat per un Diputat Mestre de les Lògies Rectificades. El següent nivell, dirigit igualment per un Gran Mestre adjunt, és l'integrat per l'Ordre Interior (Escudero Novici i Cavaller Benefactor de la Ciutat Santa) Les dues seccions, la classe maçònica i l'Ordre Interior, estan encapçalades per un Gran Prior. A França, el Ritu Escocès Rectificat es va estructurar al voltant de les tres províncies històriques que formaven part de l'Orde de l'Estricta Observança Templera al territori francès (Alvèrnia II, Occitània III i Borgonya V) Les províncies s'estructuren en voltant de Regències escoceses per a la classe maçònica i Prefectures per l'Ordre Interior. Cada prefectura se subdivideix al seu torn en Encomanes.
El Ritu Escocès (o Ritu Escocès Estàndard), és el ritu practicat per les lògies maçòniques a Escòcia, sent l'oficial de la Gran Lògia d'Escòcia. Es complementa amb les lògies de la Marca i els capítols del Reial Arc (Royal Arch), seguit per la "Ordre Maçònica i Militar del Temple de Sant Joan de Jerusalem, Palestina, Rodes i Malta", que practiquen els graus cavaller del Temple (Knight Templar) i cavaller de Malta (Knight of Malta)
El Ritu Francès del GPDG era el ritu practicat pel Gran Orient de França fins a finals del segle xviii. Aquesta versió del Ritu Francès, anomenada avui dia "Tradicional", correspon de manera molt propera, en els seus tres graus simbòlics, al ritu de la primera gran lògia que es va crear a Londres el 1717, coneguda també amb el títol de Gran Lògia dels Moderns. Els tres primers graus simbòlics es complementen amb quatre ordres simbòlics que culminen en el de Sobirà Príncep Rosa + Creu.
Des de l'any 2003, el Gran Priorat de les Gàl·lies mantenia estretes relacions amb les escoles iniciàtiques derivades de la doctrina Martines de Pasqually, especialment amb la Societat dels Independents. No obstant això, buscant separar clarament les metodologies iniciàtiques de les dues escoles -la maçoneria i el Martinismo-, a partir de 2012 el Gran Priorat de les Gàl·lies va trencar relacions formals amb tota Ordre Martinista, inclosa la Societat dels Independents.
A partir de l'any 2000 el Gran Priorat de les Gàl·lies ha procurat enfortir les seves relacions tant amb altres obediències maçòniques franceses, com especialment amb aquelles que treballen el Ritu Escocès Rectificat, tant dins com fora de França (com el Gran Priorat de Lotharingie) A més,el GPDG ha tingut un paper fonamental en la creació del Gran Priorat d'Hispània.
El Gran Priorat de les Gàl·lies edita regularment tres publicacions, és a dir, "Epitomé", els "Quaderns blaus" (Cahiers Bleus), així com els "Quaderns verds" (Cahiers Verts) A més, a partir de l'any 2010, ha començat una política editorial concentrada en la història i doctrina pròpia dels ritus de l'obediència.